# Diclorur d'heptaoxigen
El diclorur d'heptaoxigen (també anomenat òxid perclòric, anhídrid perclòric, heptaòxid de diclor, òxid de clor(VII)), és un compost químic inorgànic la fórmula del qual és: {\displaystyle {\ce {Cl2O7}}}.
És considerat com un dels òxids de clor més estables, i el que està més oxigenat. Quan reacciona amb aigua produeix àcid perclòric.

## Propietats físiques i químiques de l'òxid perclòric
Les principals propietats físiques i químiques de l'òxid perclòric són:
- líquid incolor volàtil i oliós,
- pes molecular és de 182,9 g/mol,
- densitat de 1900 kg/m³
- punts de fusió i d'ebullició -91,57 °C i 82 °C respectivament,
- espontàniament explosiu a l'impacte o en contacte amb la flama i especialment en presència dels seus productes de descomposició,

- soluble en tetraclorur de carboni a temperatura ambienti,
- reacciona amb aigua per formar àcid perclòric,
- esclata al contacte amb el iode,
- en condicions normals, és més estable, encara que amb menys poder oxidant que els altres òxids de clor,
- òxid fortament àcid, i en solució forma un equilibri amb l'àcid perclòric,
- en presència hidròxids de metalls alcalins, forma perclorats,
- la seva descomposició tèrmica es produeix per la dissociació monomolecular del triòxid de clor i radical.